# Jeeyoung Kim
Jeeyoung Kim (* 1968) ist eine südkoreanische Komponistin.

## Leben
Kim studierte an der Yonsei-Universität in Seoul, erlangte den Mastergrad an der Indiana University (bei John Corigliano und Roberto Sierra) und schloss ihr Studium 2001 als Doctor of Musical Arts 
an der Yale University ab. Für die Jahre 2001–2002 erhielt sie ein Bunting-Stipendium der Harvard University. In den beiden Folgejahren war sie Composer in Residence des Vokalensembles Chanticleer.
Sie erhielt zahlreiche Kompositionsaufträge amerikanischer, europäischer und asiatischer Orchester und Kammerensembles und erhielt u. a. Auszeichnungen des National Endowment for the Arts (NEA), der American Society of Composers, Authors and Publishers (ASCAP), der International Alliance for Women in Music (IAWM) und der National Association of Composers, USA (NACUSA).
Für Yo-Yo Mas Silk Road Ensemble komponierte sie die Stücke Tryst und Ancient Bell. Letzteres wurde 2006 in der Carnegie Hall uraufgeführt. Zum 120. Jahrestag der diplomatischen Beziehungen zwischen Frankreich und Korea fand in Seoul die Uraufführung ihres Trios Tripitaka Koreana für Daegeum (koreanische Bambus-Querflöte), Violine und Cello statt.

## Werke
- Heroes – A Short Essay on a Teme of Shepherd Arirang für Orchester, 2010
- Green Dragon, 2007
- Fishermans Song, 2007
- Ten Years, 2007
- The darker and better, 2007
- Trio für So-Geum und zwei Dea-Geum, 2006
- Binary, 2006
- Triptika Koreana, 2006
- Ancient Bell, 2006
- A Child who Follows a Star für Sopran und Klavier, 2005
- O-dol-to-gi, 2004
- Jin-do Arirang, 2004
- Mong-gum-po Taryung, 2004
- Song of Cho-Yong, 2004
- So-Rae, 2004
- Wanderlust, 2003
- Fanfare for 2002 World Cup in Korea, 2002
- Wounded Dragon für Pipa, 2002
- Heroes, 2002
- Tryst, 2002
- Give Thanks, 2001
- Song of Five Friends für Chor und Perkussion, 2001
- Gi, 2001
- Bon-Tu!, 2001
- Nol-Ja!, 2000
- Solstice, 2000
- Heroes-Fanfare for World Cup in Su-Won, 1999
- Whose are the other two?, 1999
- Duo für Saxophon und Perkussion, 1998
- Boon-Tu, 1998
- Longing under the moon, 1998
- Ripples, 1998
- Tiger Chasing, 1997
- Equilibrium, 1995
- Octet, 1994
- Gastroenteritis für elektronische Musik, 1993
- Jang-Dan, 1992